# Pierre Lenfant
Pierre Lenfant (Aat, 15 december 1940) is een voormalig Belgisch senator.

## Levensloop
Lenfant werd beroepshalve huisarts.
Hij werd politiek actief voor de PSC en werd voor deze partij van 1983 tot 1995 gemeenteraadslid van Aat. Nadat hij er in 1994 niet in slaagde om burgemeester Guy Spitaels in de oppositie te krijgen, verliet hij de gemeentepolitiek van Aat.
Van 1985 tot 1995 zetelde hij tevens in de Belgische Senaat: van 1985 tot 1991 als rechtstreeks gekozen senator voor het arrondissement Doornik-Aat-Moeskroen en van 1991 tot 1995 als provinciaal senator voor Henegouwen. Hierdoor zetelde hij van 1985 tot 1991 tevens in de Waalse Gewestraad en de Raad van de Franse Gemeenschap, waar hij van 1989 tot 1991 ondervoorzitter was.
Na zijn politieke loopbaan verliet Lenfant in 1999 uit ontevredenheid de PSC om toe te treden tot de rechtse partij ALLIANCE, die echter geen electoraal succes kende.